# Faraday Future
A Faraday Future é uma empresa estadunidense que desenvolve veículos elétricos inteligentes. A empresa foi fundada em abril de 2014 e está sediada em Los Angeles, Califórnia. Em janeiro de 2016, a Faraday Future contava com cerca de mil funcionários em todo o mundo.